# ラジオ・スターの悲劇
「ラジオ・スターの悲劇」（ラジオスターのひげき、Video Killed the Radio Star）は、イギリスのニュー・ウェイヴ・グループ、バグルスの1979年の曲。テレビの出現により仕事を奪われた歌手の話から、ラジオの黄金期を賛美する。数々のチャートで1位に輝き、カバーも多数された。MTVで放送された最初の音楽ビデオであり、人気メディアで広くパロディ化され、利用された。

## 概要
グループメンバーのトレヴァー・ホーンはJ・G・バラードの短編「音響清掃」に影響を受けた曲だと語る。この短編は、世界中の音楽を吸い取る音響清掃人が、下水道でオペラ歌手と出会う話である。彼は「時代は過ぎようとしている」とも感じた。このように曲の主題はノスタルジーであり、曲の雰囲気にも反映されている。歌詞では1960年代の技術革新、過去を忘れたくないという願望と、現代の子供達に過去の良さがわからないことへの落胆に触れる。1950年代、そして1960年代初めにはラジオは貴重なメディアであり、そこから「スター」が生み出されていた。
ラッセル・マルケイ制作のビデオクリップは、1981年8月1日12時10分に開始したMTVのミュージック・チャンネルの最初に流され、2000年2月27日にはMTVでの放映回数100万回を数えた。
この曲はホーンとジェフ・ダウンズ、ブルース・ウーリーによって書かれた。最初のヴァージョンはウーリーとザ・カメラ・クラブ（キーボードにはトーマス・ドルビー）がカナダでヒットした彼のアルバム『イングリッシュ・ガーデン』に録音したものである。その後バグルスが録音し、1979年10月20日に全英シングルチャート1位になった。これはアイランド・レコード・レーベルとしても初の1位である。オーストラリアでも1位になったが、アメリカではかろうじてビルボードの40位に入ったのみである。アルバム『ラジオ・スターの悲劇（プラスティックの中の未来）』にはピアノのコーダを追加して収録されている。複雑なアレンジと、バックアップシンガー達による高音のコーラスを含む曲の仕上がりは、ホーンの後のプロデューサーとしてのキャリアを予感させる。
ホーンとダウンズによる最初の生演奏はZTTショーケースで1998年に行われた。2004年にはウーリーを加えて再度再結成し、「プリンス・トラスト」チャリティの募金を募るためのトレヴァー・ホーンのトリビュート・イベントの一環として「ラジオ・スターの悲劇」と「プラスティック･エイジ」をウェンブリー・アリーナで演奏した。これにはレコードでコーラスに加わっていたデビ・ドスとリンダ・アレンも参加した。ホーンとダウンズの2人はそれぞれ個別にライヴ演奏も行っている。ダウンズは2006年にエイジアのリバイバルで、ホーンは彼のバンド、ザ・プロデューサーズで、やはり2006年に演奏している。
プロデューサーズは2006年に彼らのカムデン・タウンで最初のギグを行った。このビデオクリップはZTTレコードの公式サイトで閲覧可能で、ホーンは「ラジオ・スターの悲劇」でリード・ボーカルとベースを担当している。
ザ・ロング・トラウザーズによる有名なインターネット・ミームの一部にもなった。
2002年に発売されたPlayStation 2用ゲームソフト「グランド・セフト・オート・バイスシティ」にもゲーム内のラジオで流れる曲として収録されており、2003年には、日本のテレビドラマ『東京ラブ・シネマ』の挿入歌に起用された。

## 著名なカバーバージョン
| 年   | アーティスト                                                       | アルバム                                                               |
| ---- | ------------------------------------------------------------------ | ---------------------------------------------------------------------- |
| 1993 | 金丸淳一                                                           | インスパイアド・カラーズ                                               |
| 1995 | yes, mama ok?                                                      | Tea Party                                                              |
| 1997 | ザ・プレジデンツ・オブ・ザ・ユナイテッド・ステイツ・オブ・アメリカ | レアリティーズ                                                         |
| 1998 | 松井常松                                                           | Bye Bye EXTREMER                                                       |
| 1999 | ロリータ18号                                                       | ヤリタミン                                                             |
| 2000 | ハイポジ                                                           | ジェニーはご機嫌ななめ                                                 |
| 2001 | MELL & 高瀬一矢                                                    | EURO3                                                                  |
| 2003 | イレイジャー                                                       | アザー・ピープルズ・ソングス                                           |
| 2005 | アンバー・パシフィック                                             | パンク・ゴーズ・エイティーズ (#15)                                     |
| 2005 | ベン・フォールズ・ファイヴ                                         | ワットエヴァー・アンド・エヴァー・アーメン（リマスター・エディション） |
| 2005 | Len                                                                | ダイアリー・オブ・ザ・マッドメン                                       |
| 2007 | m.c.A・T                                                           | Music Conductor A・T                                                   |
| 2007 | ザ・フィーリング (The Feeling)                                     | ローズ                                                                 |
| 2007 | 桃井はるこ                                                         | COVER BEST-カバー電車-                                                 |
| 2016 | チャラン・ポ・ランタン                                             | 借りもの協奏                                                           |

## パロディ
- Internet Killed The Video Star, a cartoon parody.
- Video Killed the YTMND Star, a collaboration of YTMND users.
- YouTube Killed the TV Star - YouTube, a YouTube conquers TV parody.
- Virtual Killed the Flat Avatar, a 3D replaces 2D parody.